# Sauber C36
Chronologie des modèles (2017)
Sauber C35 Sauber C37
La Sauber C36 est la monoplace de Formule 1 engagée par Sauber dans le cadre du championnat du monde de Formule 1 2017. Elle est pilotée par le Suédois Marcus Ericsson et par l'Allemand Pascal Wehrlein. Le pilote-essayeur est l'Italien Antonio Giovinazzi.
Conçue par l'ingénieur allemand Jörg Zander, la C36 est présentée le 20 février 2017 à l'usine d'Hinwil en Suisse. Elle se distingue notamment par un moteur Ferrari aux spécifications de 2016.
Afin de célébrer ses 25 ans d'existence, l'écurie arbore une nouvelle livrée bleue, dorée et blanche.

## Résultats en championnat du monde de Formule 1
| Saison | Écurie         | Moteur                    | Pneus   | Pilotes            | Courses | Courses | Courses | Courses | Courses | Courses | Courses | Courses | Courses | Courses | Courses | Courses | Courses | Courses | Courses | Courses | Courses | Courses | Courses | Courses | Points inscrits | Classement |
| Saison | Écurie         | Moteur                    | Pneus   | Pilotes            | 1       | 2       | 3       | 4       | 5       | 6       | 7       | 8       | 9       | 10      | 11      | 12      | 13      | 14      | 15      | 16      | 17      | 18      | 19      | 20      | Points inscrits | Classement |
| ------ | -------------- | ------------------------- | ------- | ------------------ | ------- | ------- | ------- | ------- | ------- | ------- | ------- | ------- | ------- | ------- | ------- | ------- | ------- | ------- | ------- | ------- | ------- | ------- | ------- | ------- | --------------- | ---------- |
| 2017   | Sauber F1 Team | Ferrari Type 061 V6 Turbo | Pirelli |                    | AUS     | CHI     | BAH     | RUS     | ESP     | MON     | CAN     | AZE     | AUT     | GBR     | HON     | BEL     | ITA     | SIN     | MAL     | JAP     | USA     | MEX     | BRE     | ABU     | 5               | 10e        |
| 2017   | Sauber F1 Team | Ferrari Type 061 V6 Turbo | Pirelli | Marcus Ericsson    | Abd     | 15e     | Abd     | 15e     | 11e     | Abd     | 13e     | 11e     | 15e     | 14e     | 16e     | 16e     | 18e*    | Abd     | 18e     | Abd     | 15e     | Abd     | 13e     | 17e     | 5               | 10e        |
| 2017   | Sauber F1 Team | Ferrari Type 061 V6 Turbo | Pirelli | Antonio Giovinazzi | 12e     | Abd.    |         |         |         |         |         |         |         |         |         |         |         |         |         |         |         |         |         |         | 5               | 10e        |
| 2017   | Sauber F1 Team | Ferrari Type 061 V6 Turbo | Pirelli | Pascal Wehrlein    |         |         | 11e     | 16e     | 8e      | Abd     | 15e     | 10e     | 14e     | 17e     | 15e     | Abd     | 16e     | 12e     | 17e     | 15e     | Abd     | 14e     | 14e     | 14e     | 5               | 10e        |

Légende : ici 